# 航空科学館

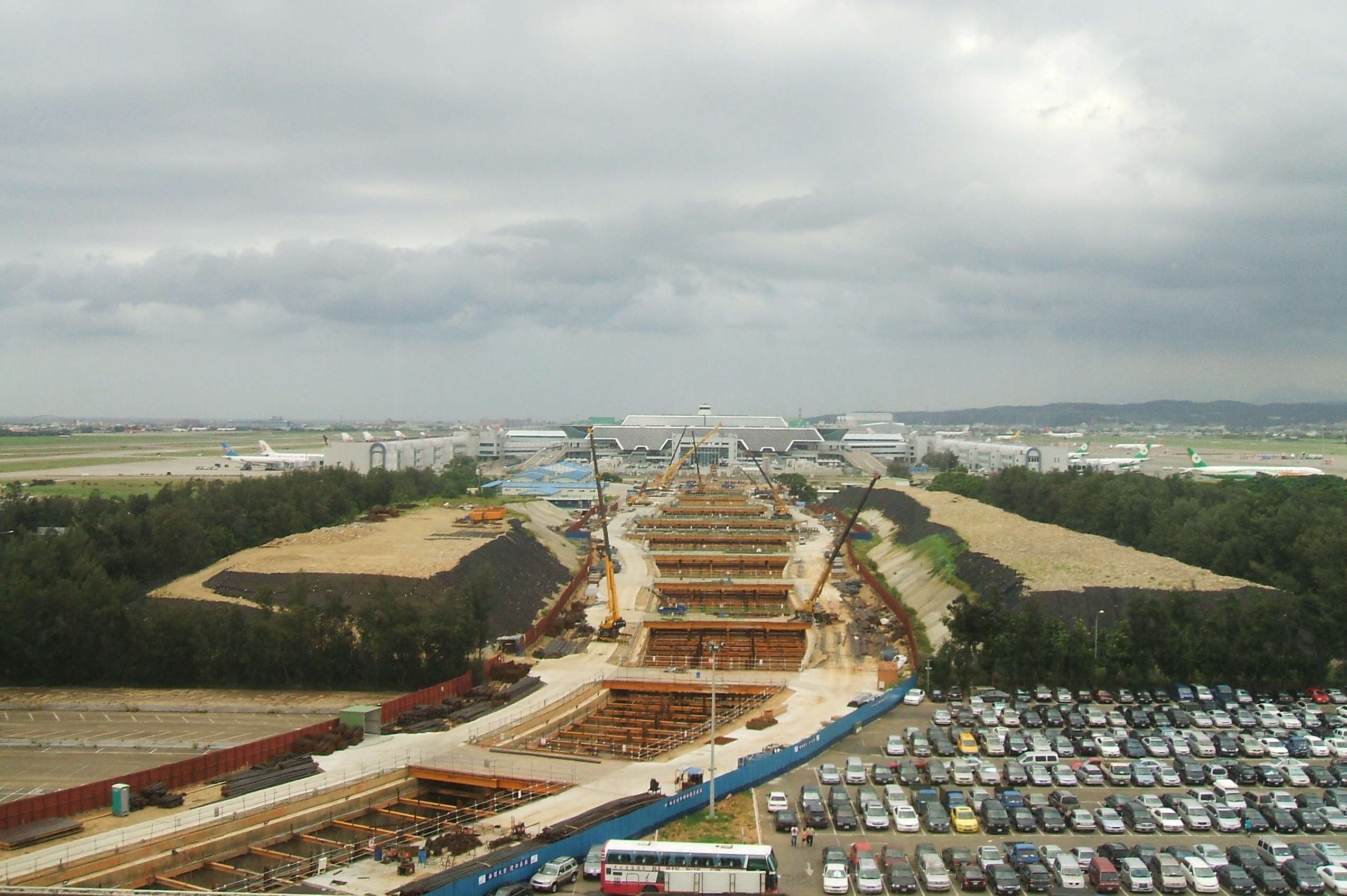
展望台から見た空港施設（2009年撮影）

航空科学館（こうくうかがくかん、繁体字中国語: 桃園國際機場公司航空科學館、拼音: Hángkōng Kēxuéguǎn）は、台湾桃園市大園区にある台湾桃園国際空港の敷地内（第三ターミナル予定地隣接地）にかつて存在した航空機に関する博物館である。
将来、海軍桃園基地跡地に新航空科学館が建設される予定である。

## 概要
航空科学館は中華民国交通部民間航空局によって設立された。開館は1981年10月31日であるが、この日は蔣介石の誕生日でもある。また台湾桃園国際空港の開館当時の名称が蔣介石の号である「中正」に因んだ「中正国際空港」であったため、開館当時の名称は「中正航空科学館」であった。
航空技術に関する資料が展示されている。レプリカや模型の展示が多いが、中華民国国軍で運用されていた軍用機や航空局で運用されていたC-47といった輸送機、独自開発されたジェット練習機が展示されていた。
管制塔の形をした塔は展望台であり、空港内で唯一滑走路に離着陸する航空機を見ることが出来る施設であるが、ガラスで密閉されているうえ、入場出来るのは科学館の入場券購入者に限られていた。2014年閉館。

## 展示機体
野外展示品
- HU-16水陸両用救急飛行艇
- T-28A練習機
- 中興号練習機
- S-2A対潜哨戒機（館内にも機首部のカットボディが展示されている）
- F86F戦闘機
- C-47輸送機
- RF-101A写真偵察機
- F-100A戦闘爆撃機
- F-104A戦闘機
- T-33練習機
- F-5A戦闘機